# Come On Over
Come On Over là album phòng thu thứ ba của nghệ sĩ thu âm người Canada Shania Twain, phát hành ngày 4 tháng 11 năm 1997 bởi Mercury Records. Sau thành công của album đột phá trong sự nghiệp của cô The Woman in Me, Come On Over tiếp tục đánh dấu sự hợp tác viết lời và sản xuất giữa Twain với nhà sản xuất và cũng là chồng của nữ ca sĩ lúc bấy giờ Robert John "Mutt" Lange, trong đó quá trình thực hiện album kéo dài xuyên suốt hai năm 1997 và 1998. Được đánh giá là bước cải tiến về sự tự do sáng tạo so với người tiền nhiệm của nó, Twain và Lange đã tìm cách phá vỡ những công thức âm nhạc thông thường của nhạc đồng quê với việc kết hợp giữa đồng quê và những thể loại khác như pop và rock ở phạm vi rộng nhất. Ba phiên bản khác nhau của album đã được phát hành, bao gồm phiên bản gốc mang phong cách đồng quê được phát hành năm 1997 cũng như phiên bản pop được biên tập lại và phiên bản quốc tế, lần lượt phát hành trong năm 1998 và 1999.
Sau khi phát hành, Come On Over nhận được những phản ứng tích cực từ các nhà phê bình âm nhạc, trong đó họ đánh giá cao việc thoát khỏi những khuôn mẫu truyền thống từ nhạc đồng quê của nó, đồng thời ca ngợi Twain đã tạo nên một album thành công trong việc kết hợp những ảnh hưởng pop và rock một cách mạnh mẽ nhưng không làm mất đi sự mượt mà của đồng quê. Về mặt thương mại, Come On Over đã trở thành một bom tấn trên toàn cầu, đứng đầu các bảng xếp hạng ở Úc, Canada, Đan Mạch, Hà Lan, Ireland, New Zealand, Na Uy và Vương quốc Anh, đồng thời lọt vào top 10 ở hầu hết những quốc gia nó xuất hiện, bao gồm vươn đến top 5 ở Áo, Bỉ, Pháp, Bồ Đào Nha, Thụy Điển và Thụy Sĩ. Tính đến nay, album đã bán được hơn 40 triệu bản trên toàn cầu, trở thành album phòng thu của nghệ sĩ nữ bán chạy nhất mọi thời đại, album đồng quê bán chạy nhất mọi thời đại, album bán chạy nhất mọi thời đại bởi một nghệ sĩ Canada cũng như một trong những album bán chạy nhất mọi thời đại.
Tại Hoa Kỳ, Come On Over ra mắt và đạt thứ hạng cao nhất ở vị trí thứ hai trên bảng xếp hạng Billboard 200, và thiết lập nhiều kỷ lục về khoảng thời gian trụ vững trên bảng xếp hạng, bao gồm 54 tuần trong top 10, 112 tuần trong top 20 và 127 tuần liên tiếp trong top 40. Ngoài ra, nó cũng ra mắt ở vị trí số một trên bảng xếp hạng Billboard Top Country Albums và trụ vững ở vị trí này trong 50 tuần không liên tiếp. Album được chứng nhận hai đĩa Kim cương từ Hiệp hội Công nghiệp ghi âm Mỹ (RIAA), trở thành album thứ hai liên tiếp của Twain đạt được chứng nhận Kim cương và giúp cô trở thành nghệ sĩ nữ đồng quê đầu tiên làm được điều này. Đây là album bán chạy thứ hai ở Hoa Kỳ trong thời đại Nielsen SoundScan với 15.7 triệu bản được tiêu thụ, và chỉ đứng sau Metallica (1991) của Metallica với 16.1 triệu bản. 11 trên tỏng số 16 bài hát trong album đã lọt vào top 30 trên bảng xếp hạng Hot Country Songs. Nó là album nhạc đồng quê bán chạy nhất, đồng thời là album bán chạy nhất bởi một nghệ sĩ nữ thuộc bất cứ thể loại nào.
Mười hai đĩa đơn đã được phát hành từ Come On Over, và bao gồm ba đĩa đơn quán quân trên bảng xếp hạng Billboard Hot Country Songs như "Love Gets Me Every Time", "You're Still the One" và "Honey, I'm Home". Đĩa đơn thứ ba, "You're Still the One" đã trở thành bài hát trứ danh trong sự nghiệp của Twain, và là đĩa đơn có thứ hạng cao nhất của cô trên bảng xếp hạng Billboard Hot 100, nơi nó đạt vị trí thứ hai. Ngoài ra, đĩa đơn thứ tư và thứ bảy "From This Moment On" và "That Don't Impress Me Much" cũng vươn đến top 10 ở Hoa Kỳ, và cùng với đĩa đơn thứ tám "Man! I Feel Like a Woman!" gặt hái những thành công vượt trội trên toàn cầu, lọt vào top 10 ở nhiều quốc gia và góp phần vào thành công của album trên thị trường quốc tế.
Thành công của Come On Over cũng giúp Twain gặt hái những giải thưởng và đề cử tại nhiều lễ trao giải lớn, bao gồm chín đề cử giải Grammy trong hai năm liên tiếp, và chiến thắng bốn giải. Tại lễ trao giải thường niên lần thứ 41, "You're Still the One" chiến thắng hai giải Grammy cho Trình diễn giọng Đồng quê nữ xuất sắc nhất và Bài hát Đồng quê xuất sắc nhất, bên cạnh những đề cử cho album ở hạng mục Album của năm và Album Đồng quê xuất sắc nhất. Một năm sau đó, Twain tiếp tục chiến thắng hai hạng mục Trình diễn giọng Đồng quê nữ xuất sắc nhất và Bài hát Đồng quê xuất sắc nhất, lần lượt với hai đĩa đơn "Man! I Feel Like a Woman!" và "Come On Over". Để quảng bá album, Twain bắt tay thực hiện chuyến lưu diễn đầu tay Come On Over Tour với 165 buổi diễn ở Bắc Mỹ, Úc và châu Âu, đã trở thành một trong những chuyến lưu diễn thành công nhất mọi thời đại bởi một nghệ sĩ nữ.

## Danh sách bài hát

### Bản gốc (1997)
Tất cả các ca khúc được viết bởi Shania Twain và Robert John "Mutt" Lange.
| STT | Nhan đề                                    | Thời lượng |
| --- | ------------------------------------------ | ---------- |
| 1.  | "Man! I Feel Like a Woman!"                | 3:53       |
| 2.  | "I'm Holdin' On to Love (To Save My Life)" | 3:30       |
| 3.  | "Love Gets Me Every Time"                  | 3:33       |
| 4.  | "Don't Be Stupid (You Know I Love You)"    | 3:35       |
| 5.  | "From This Moment On" (with Bryan White)   | 4:43       |
| 6.  | "Come On Over"                             | 2:55       |
| 7.  | "When"                                     | 3:39       |
| 8.  | "Whatever You Do! Don't!"                  | 3:49       |
| 9.  | "If You Wanna Touch Her, Ask!"             | 4:04       |
| 10. | "You're Still the One"                     | 3:34       |
| 11. | "Honey, I'm Home"                          | 3:39       |
| 12. | "That Don't Impress Me Much"               | 3:38       |
| 13. | "Black Eyes, Blue Tears"                   | 3:39       |
| 14. | "I Won't Leave You Lonely"                 | 4:13       |
| 15. | "Rock This Country!"                       | 4:23       |
| 16. | "You've Got a Way"                         | 3:24       |

### Bản quốc tế (1998)
| STT | Nhan đề                                    | Thời lượng |
| --- | ------------------------------------------ | ---------- |
| 1.  | "You're Still the One"                     | 3:33       |
| 2.  | "When"                                     | 3:38       |
| 3.  | "From This Moment On"                      | 4:41       |
| 4.  | "Black Eyes, Blue Tears"                   | 3:37       |
| 5.  | "I Won't Leave You Lonely"                 | 4:07       |
| 6.  | "I'm Holdin' On to Love (To Save My Life)" | 3:27       |
| 7.  | "Come On Over"                             | 2:54       |
| 8.  | "You've Got a Way"                         | 3:15       |
| 9.  | "Whatever You Do! Don't!"                  | 3:49       |
| 10. | "Man! I Feel Like a Woman!"                | 3:54       |
| 11. | "Love Gets Me Every Time"                  | 3:33       |
| 12. | "Don't Be Stupid (You Know I Love You)"    | 3:34       |
| 13. | "That Don't Impress Me Much"               | 3:38       |
| 14. | "Honey, I'm Home"                          | 3:34       |
| 15. | "If You Wanna Touch Her, Ask!"             | 4:14       |
| 16. | "Rock This Country!"                       | 4:26       |

### Bản quốc tế được biên tập lại (1999)
| STT | Nhan đề                                     | Thời lượng |
| --- | ------------------------------------------- | ---------- |
| 1.  | "You're Still the One"                      | 3:33       |
| 2.  | "When"                                      | 3:38       |
| 3.  | "From This Moment On" (The Right Mix)       | 4:52       |
| 4.  | "Black Eyes, Blue Tears"                    | 3:37       |
| 5.  | "I Won't Leave You Lonely"                  | 4:07       |
| 6.  | "I'm Holdin' On to Love (To Save My Life)"  | 3:27       |
| 7.  | "Come On Over"                              | 2:54       |
| 8.  | "You've Got a Way" (Notting Hill phối lại)  | 3:25       |
| 9.  | "Whatever You Do! Don't!"                   | 3:49       |
| 10. | "Man! I Feel Like a Woman!"                 | 3:54       |
| 11. | "Love Gets Me Every Time"                   | 3:33       |
| 12. | "Don't Be Stupid (You Know I Love You)"     | 3:34       |
| 13. | "That Don't Impress Me Much" (UK Dance Mix) | 3:59       |
| 14. | "Honey, I'm Home"                           | 3:34       |
| 15. | "If You Wanna Touch Her, Ask!"              | 4:14       |
| 16. | "Rock This Country!"                        | 4:26       |

## Xếp hạng
| Bảng xếp hạng (1997–2000)                | Vị trí cao nhất |
| ---------------------------------------- | --------------- |
| Album Úc (ARIA)                          | 1               |
| Album Áo (Ö3 Austria)                    | 4               |
| Album Bỉ (Ultratop Vlaanderen)           | 1               |
| Album Bỉ (Ultratop Wallonie)             | 4               |
| Canada (RPM)                             | 1               |
| Album Canada (Billboard)                 | 1               |
| Canadian Country Albums (RPM)            | 1               |
| Đan Mạch (Hitlisten)                     | 1               |
| Album Hà Lan (Album Top 100)             | 1               |
| Châu Âu (European Top 100 Albums)        | 1               |
| Album Phần Lan (Suomen virallinen lista) | 6               |
| Album Pháp (SNEP)                        | 4               |
| Đức (Offizielle Top 100)                 | 8               |
| Ireland (IRMA)                           | 1               |
| Album Ý (FIMI)                           | 20              |
| Nhật Bản (Oricon)                        | 59              |
| Album New Zealand (RMNZ)                 | 1               |
| Album Na Uy (VG-lista)                   | 1               |
| Bồ Đào Nha (AFP)                         | 4               |
| Album Scotland (OCC)                     | 1               |
| Tây Ban Nha (PROMUSICAE)                 | 12              |
| Album Thụy Điển (Sverigetopplistan)      | 4               |
| Album Thụy Sĩ (Schweizer Hitparade)      | 4               |
| Album Anh Quốc (OCC)                     | 1               |
| Album Anh Quốc Country (OCC)             | 1               |
| Album Hoa Kỳ Billboard 200               | 2               |
| Album Hoa Kỳ Top Country (Billboard)     | 1               |
| Album Hoa Kỳ Top Catalog (Billboard)     | 2               |

| Bảng xếp hạng (1990–99)   | Vị trí |
| ------------------------- | ------ |
| US Billboard 200          | 3      |
| Bảng xếp hạng (2000–2009) | Vị trí |
| US Billboard 200          | 158    |

| Bảng xếp hạng                     | Vị trí |
| --------------------------------- | ------ |
| UK Albums (OCC)                   | 15     |
| US Billboard 200                  | 14     |
| US Top Country Albums (Billboard) | 1      |

| Bảng xếp hạng (1997)                             | Vị trí |
| ------------------------------------------------ | ------ |
| Canadian Country Albums (RPM)                    | 24     |
| US Billboard 200                                 | 195    |
| Bảng xếp hạng (1998)                             | Vị trí |
| Australian Albums (ARIA)                         | 7      |
| Canada Top Albums/CDs (RPM)                      | 14     |
| Canadian Country Albums (RPM)                    | 1      |
| Dutch Albums (MegaCharts)                        | 43     |
| Europe (European Top 100 Albums)                 | 98     |
| New Zealand (Recorded Music NZ)                  | 21     |
| UK Albums (OCC)                                  | 67     |
| US Billboard 200                                 | 5      |
| Bảng xếp hạng (1999)                             | Vị trí |
| Australian Albums (ARIA)                         | 1      |
| Austrian Albums (Ö3 Austria)                     | 20     |
| Belgian Albums (Ultratop Flanders)               | 2      |
| Belgian Albums (Ultratop Wallonia)               | 65     |
| Canada Top Albums/CDs (RPM)                      | 3      |
| Canadian Country Albums (RPM)                    | 1      |
| Danish Albums (Hitlisten)                        | 3      |
| Dutch Albums (MegaCharts)                        | 3      |
| Europe (European Top 100 Albums)                 | 2      |
| German Albums (Offizielle Top 100)               | 39     |
| New Zealand (Recorded Music NZ)                  | 1      |
| Norwegian Summer Period Albums (VG-lista)        | 1      |
| Swedish Albums (Sverigetopplistan)               | 13     |
| Swiss Albums (Schweizer Hitparade)               | 19     |
| UK Albums (OCC)                                  | 1      |
| US Billboard 200                                 | 3      |
| Bảng xếp hạng (2000)                             | Vị trí |
| Australian Albums (ARIA)                         | 46     |
| Belgian Albums (Ultratop Flanders)               | 21     |
| Belgian Albums (Ultratop Wallonia)               | 18     |
| Danish Albums (Hitlisten)                        | 72     |
| Dutch Albums (MegaCharts)                        | 41     |
| Europe (European Top 100 Albums)                 | 10     |
| Finnish Foreign Albums (Suomen virallinen lista) | 30     |
| French Albums (SNEP)                             | 9      |
| German Albums (Offizielle Top 100)               | 98     |
| Italian Albums (Hit Parade)                      | 73     |
| New Zealand (Recorded Music NZ)                  | 35     |
| Norwegian Winter Period Albums (VG-lista)        | 10     |
| Swedish Albums (Sverigetopplistan)               | 33     |
| Swiss Albums (Schweizer Hitparade)               | 20     |
| UK Albums (OCC)                                  | 20     |
| US Billboard 200                                 | 20     |
| Bảng xếp hạng (2001)                             | Vị trí |
| French Albums (SNEP)                             | 100    |
| UK Albums (OCC)                                  | 164    |
| Bảng xếp hạng (2002)                             | Vị trí |
| UK Albums (OCC)                                  | 145    |

## Chứng nhận
| Quốc gia                                                                           | Chứng nhận   | Số đơn vị/doanh số chứng nhận |
| ---------------------------------------------------------------------------------- | ------------ | ----------------------------- |
| Argentina (CAPIF)                                                                  | Bạch kim     | 60.000^                       |
| Úc (ARIA)                                                                          | 18× Bạch kim | 1.260.000^                    |
| Áo (IFPI Áo)                                                                       | Vàng         | 25.000*                       |
| Bỉ (BEA)                                                                           | 2× Bạch kim  | 100.000*                      |
| Brasil (Pro-Música Brasil)                                                         | Vàng         | 100.000*                      |
| Canada (Music Canada)                                                              | 2× Kim cương | 1,948,000                     |
| Đan Mạch (IFPI Đan Mạch)                                                           | 2× Bạch kim  | 100.000^                      |
| Phần Lan (Musiikkituottajat)                                                       | Vàng         | 38,958                        |
| Pháp (SNEP)                                                                        | Bạch kim     | 798,800                       |
| Đức (BVMI)                                                                         | 3× Vàng      | 750.000^                      |
| Ý (FIMI)                                                                           | Vàng         | 50.000*                       |
| Nhật Bản (RIAJ)                                                                    | Vàng         | 100.000^                      |
| México (AMPROFON)                                                                  | Vàng         | 75.000^                       |
| Hà Lan (NVPI)                                                                      | 5× Bạch kim  | 500.000^                      |
| New Zealand (RMNZ)                                                                 | 21× Bạch kim | 315.000^                      |
| Na Uy (IFPI)                                                                       | 6× Bạch kim  | 300.000*                      |
| Tây Ban Nha (PROMUSICAE)                                                           | Bạch kim     | 100.000^                      |
| Thụy Điển (GLF)                                                                    | 3× Bạch kim  | 240.000^                      |
| Thụy Sĩ (IFPI)                                                                     | 3× Bạch kim  | 150.000^                      |
| Anh Quốc (BPI)                                                                     | 11× Bạch kim | 3,412,833                     |
| Hoa Kỳ (RIAA)                                                                      | 2× Kim cương | 15,671,500                    |
| Uruguay (CUD)                                                                      | Vàng         | 3.000^                        |
| Tổng hợp                                                                           |              |                               |
| Châu Âu (IFPI)                                                                     | 7× Bạch kim  | 7.000.000*                    |
| * Chứng nhận dựa theo doanh số tiêu thụ. ^ Chứng nhận dựa theo doanh số nhập hàng. |              |                               |